# Дубровка (Брасовский район)
Дубро́вка (в старину — также Добровка) — село в Брасовском районе Брянской области, административный центр Дубровского сельского поселения. 
 Расположено в 14 км к северу от посёлка городского типа Локоть, у автодороги М3 Москва—Киев. Население — 410 человек (2010).
Имеется отделение связи, сельская библиотека.

## История
Упоминается с первой половины XVII века в составе Брасовского стана Комарицкой волости (первоначально — деревня); с 1685 года — село с храмом Св. Димитрия Солунского (в 1943 разрушен; в 1996 восстановлен на прежнем фундаменте). С 1741 года — владение Апраксиных.
В 1778—1782 гг. входило в Луганский уезд, затем до 1929 в Севском уезде (с 1861 года — в составе Литовенской (Девичьевской) волости, с 1924 в Брасовской волости).
С 1929 года в Брасовском районе; до 1954 и в 1975—2005 гг. — центр Дубровского сельсовета, в 1954—1975 в Александровском (Алешанском) сельсовете.
| Годы      | 1866 | 1878 | 1897 | 1926 | 1979 | 1989 | 2002 | 2010 |
| --------- | ---- | ---- | ---- | ---- | ---- | ---- | ---- | ---- |
| Население | 463  | 611  | 839  | 1294 | 751  | 630  | 538  | 410  |